# Hraniční přechod Hrádek nad Nisou – Kopaczów
Hraniční přechod Hrádek nad Nisou – Kopaczów (polsky Przejście graniczne Kopaczów – Hrádek nad Nisou) je bývalý silniční hraniční přechod na česko-polské státní hranici na hraničním úseku IV/144/10 - IV/144/11 mezi českým městem Hrádek nad Nisou (okres Liberec, Liberecký kraj) 
a polskou vesnicí Kopaczów (okres Zgorzelec, Dolnoslezské vojvodství). Přechod leží v nadmořské výšce 248 m n. m. na silnici I/35; za hranicí pokračuje polská silnice č. 332 směr Sieniawka. Před zrušením byl určen pro pěší, cyklisty, motocykly a osobní automobily.
Hraniční přechod byl zrušen při vstupu České republiky do Schengenského prostoru v roce 2007. V případě dočasného znovuzavedení ochrany vnitřních hranic je provoz na hraničním přechodu upraven Sdělením Ministerstva vnitra č. 395/2021 Sb.

## Další informace
- Hraniční přechod leží na přemostění Oldřichovského potoka, který je v těchto místech hraničním potokem.
- Na Mapy.cz je přechod označen Hrádek nad Nisou / Sieniawka.